# Thyssagetae

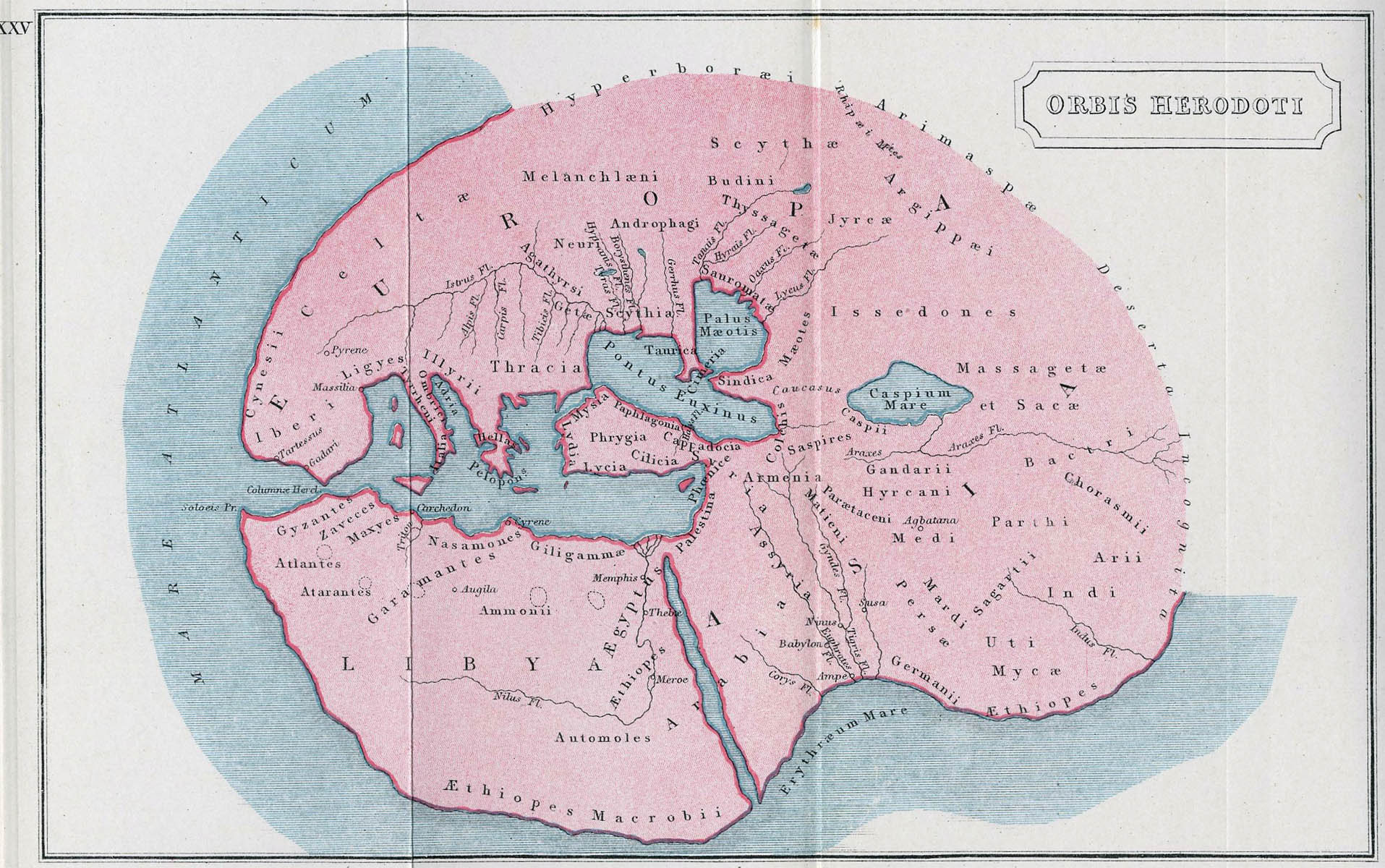
Kaart van de wereld zoals Herodotus hem beschreven heeft. De Thyssagetae bevinden zich ten noorden van de Palus Maeotis, de Maeotische moerassen ofwel de Zee van Azov ten noorden van de Zwarte Zee (Pontus Euxinus)

De Thyssagetae (Grieks: Θυσσαγέται) waren een nomadische stam uit de klassieke oudheid. Ze werden beschreven door Herodotus in zijn Historiën. Hij plaatst hen in het noordoosten van Scythië (het huidige zuidwesten van Rusland). Ze leefden geïsoleerd van hun buurstammen. De Budini, een van de nabijgelegen stammen, waren nog steeds een reis van zeven dagen door de woestenij verwijderd van de Thyssagetae. 
Uit hun land stroomden vier rivieren in de Palus Maeotis. Met een van die vier, de Oarus, is zeer waarschijnlijk de Wolga bedoeld, maar dit moet een fout zijn van de klassieke schrijvers, omdat de Wolga niet uitmondt in de Zee van Azov maar in de Kaspische Zee. De Thyssagetae schenen ook het zuidelijke deel van de Oeral in handen te hebben gehad, in de buurt van Oefa en Orenburg.